# Friedrich Christian von Galen zu Assen
Friedrich Christian von Galen zu Assen (* 27. März 1689 in Dinklage; † 15. Februar 1748 in Münster) war katholischer Priester und Domdechant im Domkapitel Münster.

## Leben

### Herkunft und Familie
Friedrich Christian wuchs mit seinen Geschwistern in der uralten westfälischen Adelsfamilie von Galen auf, die im 16. Jahrhundert teilweise mit der Reformation sympathisierte und später wieder katholisch wurde. Sein Vater Franz Wilhelm heiratete am 12. Juli 1671 Ursula Helena von Plettenberg zu Lenhausen (* 1654, † 1720), eine Schwester des Fürstbischofs Friedrich Christian von Plettenberg. Er hatte vier Schwestern: Anna Maria, (* 1672, ⚭ Franz Anton von Landsberg), Francelina (* 1680, ⚭ Franz Christoph von Hörde zu Störmede), Elisabeth Antonetta († 1715, Kanonisse in Nottuln) und Maria Theresia († 1727, Stiftsdame in Nottuln, ⚭ Franz Otto von Weichs).
Sein Bruder Wilhelm Goswin Anton (* 1678, † 1710) war Erbkämmerer, Franz Heinrich Christian (* 1679, † 1712, Domherr in Münster und Worms) und Wilhelm Ferdinand ebenfalls Erbkämmerer und Droste im Amt Vechta.

### Werdegang und Wirken

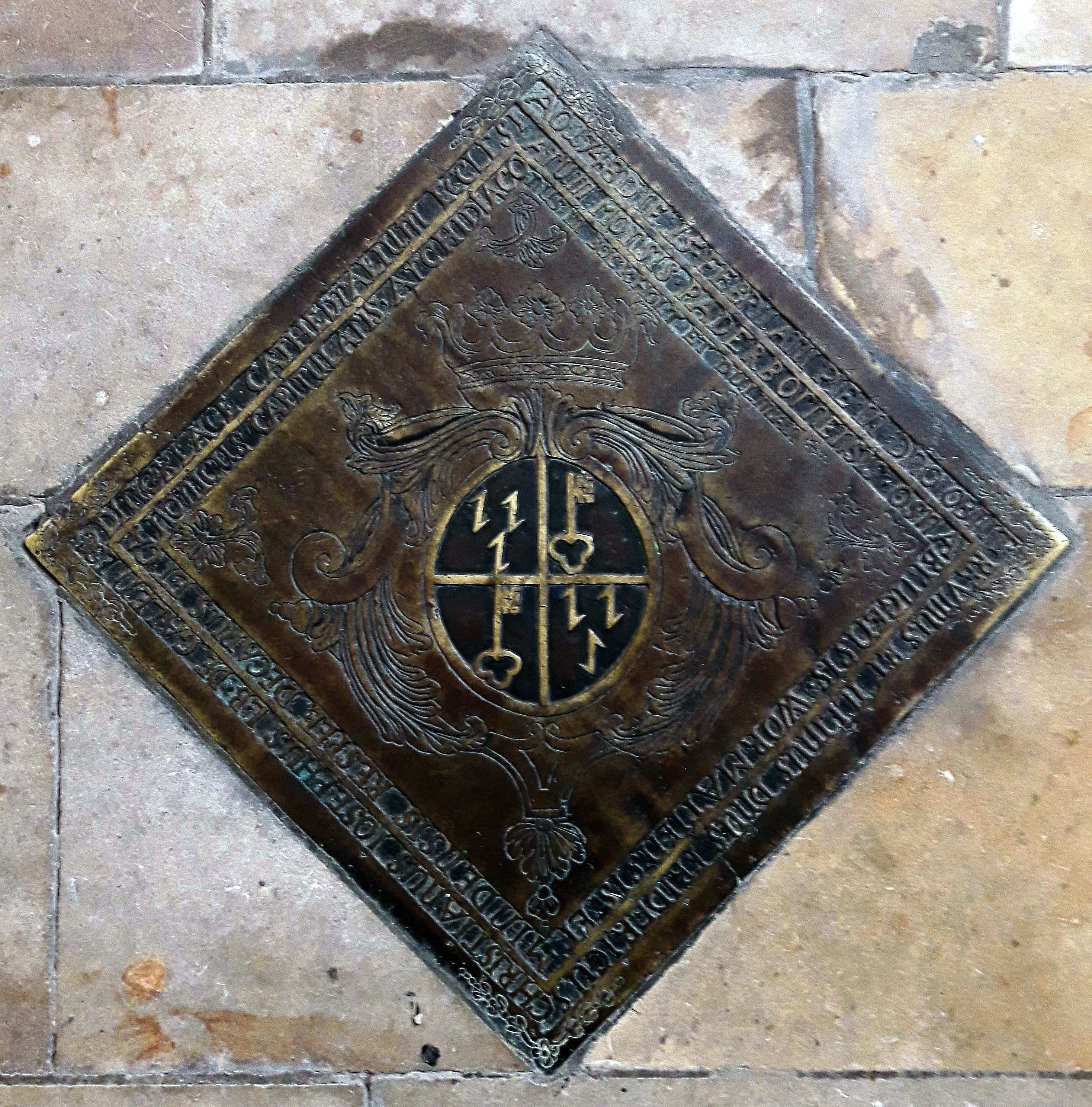
Grab von Friedrich Christian Joseph von Galen (1689–1748) in der Maximuskapelle des Domes zu Münster/Westfalen, Deutschland

Mit dem Erhalt der Tonsur am 4. August 1697 wurde Friedrich Christian für ein geistliches Amt geweiht und erhielt am Tage darauf eine Familienpräbende in Minden, nachdem sein Wilhelm Goswin Anton verzichtet hatte. 1703 nominierte ihn das Domkapitel für eine Dompräbende in Münster. Er empfing im Juli 1706 die Niederen Weihen und erhielt ein Subdiakonat. Vom 1. Februar 1709 bis Mitte März 1710 besuchte er das Archigymnasium in Rom. 1712 fand die Aufschwörung vor dem Domkapitel Osnabrück statt (Aufschwörungstafel 45). Friedrich Christian besaß Präbenden in Worms (1712), Osnabrück (1706), Paderborn (1728, 1748 krankheitsbedingt an seinen Neffen Franz Friedrich Wilhelm von Fürstenberg abgegeben) und Hildesheim (1728).
1727 wurde Friedrich Christian Geistlicher Vater und Apostolischer Syndikus des Kapuzinerkonvents in Münster. Er war Propst von St. Viktor in Dülmen und erhielt das Archidiakonat Bocholt. Am 19. Februar 1732 wurde er vom Domkapitel zum Domdechanten gewählt. Der Bischof bestätigte am 29. Februar diese Wahl.
Am 25. Januar 1733 empfing er die Priesterweihe.

## Sonstiges
In den Jahren 1721 bis 1729 ließ er durch den Baumeister Gottfried Laurenz Pictorius die Friedrichsburg am Ortsrand der Stadt Münster errichten. Diese nutzte er als seinen Landsitz.
Sein Grab befindet sich in der Kapelle St. Maximus des Doms zu Münster.